# Stiphra cearensis
Stiphra cearensis är en insektsart som beskrevs av Günther, K. 1940. Stiphra cearensis ingår i släktet Stiphra och familjen Proscopiidae. Inga underarter finns listade i Catalogue of Life.